# Tsjecho-Slowaaks voetbalelftal (vrouwen)
Het Tsjecho-Slowaaks vrouwenvoetbalelftal was een voetbalteam dat Tsjecho-Slowakije vertegenwoordigde in internationale wedstrijden, zoals het Europees kampioenschap.
Het team van Tsjecho-Slowakije werd in 1968 opgericht en speelde op 23 februari van dat jaar zijn eerste interland in en tegen Italië, waarin met 2-1 werd verloren. In 1970 schreef het elftal zich in voor het eerste onofficiële wereldkampioenschap, maar het kreeg geen visum om af te reizen naar het Westblok en nam zo niet deel. In 1971 herhaalde dit zich.
In 1987 en 1988 nam het elftal deel aan de kwalificaties voor het nog onofficiële Europees kampioenschap voetbal, waarin het in de laatste ronde werd verslagen door West-Duitsland. In juni 1988 was het een van de deelnemers aan het FIFA Women's Invitation Tournament in China, een toernooi ter voorbereiding op het eerste officiële wereldkampioenschap in 1991. Hierin strandde het in de groepsfase.
In 1989 en 1990 kwam de ploeg uit in de kwalificaties voor het eerste officiële Europees kampioenschap en kwam het niet door de groepsfase. Voor het daaropvolgende toernooi kwalificeerde het zich ook niet. De wedstrijd tegen Italië tijdens deze kwalificatie was de laatste interland van het Tsjecho-Slowaaks voetbalelftal, en Tsjecho-Slowakije werd begin 1993 opgedeeld in Tsjechië en Slowakije. In navolging hiervan werden de Tsjechische en Slowaakse voetbalelftallen opgericht, waarbij de eerste werd aangewezen als de opvolger van Tsjecho-Slowakije.

## Prestaties op eindronden

### Wereldkampioenschap
| Jaar   | Resultaat            | Wed                  | W                    | G                    | V                    | DV                   | DT                   |
| ------ | -------------------- | -------------------- | -------------------- | -------------------- | -------------------- | -------------------- | -------------------- |
| 1991   | Niet gekwalificeerd  | Niet gekwalificeerd  | Niet gekwalificeerd  | Niet gekwalificeerd  | Niet gekwalificeerd  | Niet gekwalificeerd  | Niet gekwalificeerd  |
| 1995   | Speelde als Tsjechië | Speelde als Tsjechië | Speelde als Tsjechië | Speelde als Tsjechië | Speelde als Tsjechië | Speelde als Tsjechië | Speelde als Tsjechië |
| Totaal | 0/1                  | 0                    | 0                    | 0                    | 0                    | 0                    | 0                    |

### Europees kampioenschap
| Jaar   | Resultaat            | Wed                  | W                    | G                    | V                    | DV                   | DT                   |
| ------ | -------------------- | -------------------- | -------------------- | -------------------- | -------------------- | -------------------- | -------------------- |
| 1984   | Niet deelgenomen     | Niet deelgenomen     | Niet deelgenomen     | Niet deelgenomen     | Niet deelgenomen     | Niet deelgenomen     | Niet deelgenomen     |
| 1987   | Niet deelgenomen     | Niet deelgenomen     | Niet deelgenomen     | Niet deelgenomen     | Niet deelgenomen     | Niet deelgenomen     | Niet deelgenomen     |
| 1989   | Niet gekwalificeerd  | Niet gekwalificeerd  | Niet gekwalificeerd  | Niet gekwalificeerd  | Niet gekwalificeerd  | Niet gekwalificeerd  | Niet gekwalificeerd  |
| 1991   | Niet gekwalificeerd  | Niet gekwalificeerd  | Niet gekwalificeerd  | Niet gekwalificeerd  | Niet gekwalificeerd  | Niet gekwalificeerd  | Niet gekwalificeerd  |
| 1993   | Niet gekwalificeerd  | Niet gekwalificeerd  | Niet gekwalificeerd  | Niet gekwalificeerd  | Niet gekwalificeerd  | Niet gekwalificeerd  | Niet gekwalificeerd  |
| 1995   | Speelde als Tsjechië | Speelde als Tsjechië | Speelde als Tsjechië | Speelde als Tsjechië | Speelde als Tsjechië | Speelde als Tsjechië | Speelde als Tsjechië |
| Totaal | 0/5                  | 0                    | 0                    | 0                    | 0                    | 0                    | 0                    |

Nationale bond · A-internationals · Bondscoaches · Statistieken · Tsjecho-Slowaaks vrouwenelftal · Tsjecho-Slowakije U16 · Tsjecho-Slowakije U17 · Tsjecho-Slowakije U18 · Tsjecho-Slowakije U21
1920 – 1929 · 
1930 – 1939 · 
1940 – 1949 · 
1950 – 1959 · 
1960 – 1969 · 
1970 – 1979 · 
1980 – 1989 · 
1990 – 1993
EK 1960 · 
EK 1976 · 
EK 1980
WK 1934 · 
WK 1938 · 
WK 1954 · 
WK 1958 · 
WK 1962 · 
WK 1970 · 
WK 1982 · 
WK 1990
OS 1920 · 
OS 1924 · 
OS 1964 · 
OS 1968 · 
OS 1980
1920 · 
1921 · 
1922 · 
1923 · 
1924 · 
1925 · 
1926 · 
1927 · 
1928 · 
1929 · 
1930 · 
1931 · 
1932 · 
1933 · 
1934 · 
1935 · 
1936 · 
1937 · 
1938 · 
1939 · 
1940 · 
1941 · 
1942 · 
1943 · 
1944 · 
1945 · 
1946 · 
1947 · 
1948 · 
1949 · 
1950 · 
1952 · 
1952 · 
1953 · 
1954 · 
1955 · 
1956 · 
1957 · 
1958 · 
1959 · 
1960 · 
1961 · 
1962 · 
1963 · 
1964 · 
1965 · 
1966 · 
1967 · 
1968 · 
1969 · 
1970 · 
1971 · 
1972 · 
1973 · 
1974 · 
1975 · 
1976 · 
1977 · 
1978 · 
1979 · 
1980 · 
1981 · 
1982 · 
1983 · 
1984 · 
1985 · 
1986 · 
1987 · 
1988 · 
1989 · 
1990 · 
1991 · 
1992 · 
1993
Albanië ·
Argentinië ·
Australië ·
België ·
Bolivia ·
Brazilië ·
Bulgarije ·
Chili ·
Colombia ·
Costa Rica ·
Cyprus ·
DDR ·
Denemarken ·
Duitsland ·
Egypte ·
Engeland ·
Faeröer ·
Finland ·
Frankrijk ·
Griekenland ·
Hongarije ·
Ierland ·
IJsland ·
Iran ·
Italië ·
Joegoslavië ·
Koeweit ·
Luxemburg ·
Malta ·
Mexico ·
Nederland ·
Noord-Ierland ·
Noorwegen ·
Oostenrijk ·
Polen ·
Portugal ·
Roemenië ·
Schotland ·
Sovjet-Unie ·
Spanje ·
Turkije ·
Uruguay ·
Verenigde Staten ·
Wales ·
Zweden ·
Zwitserland
Brazilië (1962) · 
Engeland (1982) · 
Frankrijk (1982) · 
Koeweit (1982) ·
West-Duitsland (1976)